# Motor D Renault
El motor Renault D o Type-D es un motor de 4 cilindros diseñado por Renault para sustituir a la versión del Motor Cléon-Fonte que montaba el Renault Twingo, el C3G.

## DxD
El DxD tiene una cilindrada de 999 cm³, con un diámetro de 69 mm (2,72 pulgadas) y una carrera de 66,8 mm (2,63 pulgadas). La alimentación es por inyección multipunto y cuenta con catalizador.
| Versión     | Distribución     | Relación de compresión | Potencia máxima                  | Par motor        | Usos                                                                                  |
| ----------- | ---------------- | ---------------------- | -------------------------------- | ---------------- | ------------------------------------------------------------------------------------- |
| D7D         | SOHC 8 válvulas  | 9.7:1                  | 58 CV (43 kilovatios) @ 5500 rpm | 81 Nm @ 4250 rpm | Renault Clio II Renault Kangoo I Renault Twingo I                                     |
| D4D         | DOHC 16 válvulas | 10.0:1                 | 70 CV (51 kilovatios) @ 5500 rpm | 93 Nm @ 4200 rpm | Renault Clio II                                                                       |
| D4D Hi-Flex | DOHC 16 válvulas | 12.0:1                 | 77 CV (57 kilovatios) @ 5750 rpm | 99 Nm @ 4350 rpm | Renault Logan I Renault Logan II Renault Sandero I Renault Sandero II Renault Clio II |

## DxF
El DxF tiene una cilindrada de 1149 cm³, con un diámetro de 69 mm (2,72 pulgadas) y una carrera de 76,8 mm (3,02 pulgadas). Todos cuentan con catalizador.
| Versión | Distribución     | Relación de compresión | Potencia máxima                   | Par motor         | Alimentación                              | Normativa de anticontaminación | Usos |
| ------- | ---------------- | ---------------------- | --------------------------------- | ----------------- | ----------------------------------------- | ------------------------------ | --- |
| D7F     | SOHC 8 válvulas  | 9.6:1                  | 58 CV (43 kilovatios) @ 5250 rpm  | 93 Nm @ 2500 rpm  | Inyección multipunto                      | Euro 2, Euro 3 o Euro 4        | Renault Clio I Renault Clio II Renault Kangoo I Renault Twingo I Renault Twingo II |
| D4F     | SOHC 16 válvulas | 9.8:1                  | 65 CV (48 kilovatios) @ 5500 rpm  | 105 Nm @ 4250 rpm | Inyección multipunto                      | Euro 4                         | Renault Clio III |
| D4F     | SOHC 16 válvulas | 9.8:1                  | 75 CV (55 kilovatios) @ 5500 rpm  | 105 Nm @ 3500 rpm | Inyección multipunto                      | Euro 3 o Euro 4                | Renault Clio II Renault Clio III Renault Twingo I Renault Kangoo I Schreiber Paito Renault Twingo Renault Clio Renault Symbol Renault Modus/Grand Modus Proton Savvy Holden Barina Dacia Logan Dacia Sandero |
| D4F     | SOHC 16 válvulas | 9.8:1                  | 75 CV (55 kilovatios) @ 5500 rpm  | 105 Nm @ 4250 rpm | Inyección multipunto                      | Euro 3, Euro 4 o Euro 5        | Renault Modus Renault Grand Modus Dacia Sandero I Datsun Go Dacia Logan II |
| D4F     | SOHC 16 válvulas | 9.8:1                  | 75 CV (55 kilovatios) @ 5500 rpm  | 107 Nm @ 4250 rpm | Inyección multipunto                      | Euro 4, Euro 5 o Euro 6        | Renault Twingo II Renault Clio IV |
| D4FT    | SOHC 16 válvulas | 9.5:1                  | 101 CV (74 kilovatios) @ 5500 rpm | 145 Nm @ 3000 rpm | Inyección multipunto, Turbo e intercooler | Euro 4 o Euro 5                | Renault Twingo II Renault Clio III Renault Grand Modus |
| D4FT    | SOHC 16 válvulas | 9.5:1                  | 101 CV (74 kilovatios) @ 5500 rpm | 152 Nm @ 3500 rpm | Inyección multipunto, Turbo e intercooler | Euro 4 o Euro 5                | Renault Wind |

- Datos: Q3932888
- Multimedia: Renault D-Type engines / Q3932888